# Le France (chanson)
Pour les articles homonymes, voir France (homonymie).
Singles de Michel Sardou
Un accident
(1975) Je vais t'aimer
(1976)
Pistes de La Vieille
Je suis pour La Vallée des poupées
Le France est une chanson française de Michel Sardou, composée par Jacques Revaux sur des paroles de Pierre Delanoë et de Michel Sardou, sortie en 1975 et puis sur l'album La Vieille l'année suivante et rendant hommage au paquebot France. La chanson a connu un vif succès, avec plus de 800 000 exemplaires vendus.
En 2012, Michel Sardou réenregistre la chanson avec de nouveaux arrangements pour sa compilation Les Grands Moments.

## Réactions politiques
La chanson, qui s'offusque du désarmement du paquebot France, est saluée par la CGT du Havre et le PCF au moment de sa sortie,.

## Classements
| Classement (1975)                       | Meilleure position |
| --------------------------------------- | ------------------ |
| Belgique (Wallonie Ultratop 50 Singles) | 4                  |
| France (SNEPA)                          | 1                  |
| Pays-Bas (Nederlandse Top 40)           | 45                 |

| Classement (1975) | Meilleure position |
| ----------------- | ------------------ |
| France (SNEPA)    | 3                  |

## Versions live
Michel Sardou a interprété la chanson de nombreuses fois sur scène. En témoignent les différentes versions enregistrées en public : Olympia 76, Palais des congrès 78, Palais des congrès 81, Bercy 91, Bercy 98, Zénith 2007 (un extrait seulement), Olympia 2013, La Dernière Danse (Live 2018 à La Seine Musicale) et Je me souviens d'un adieu Live 2023 (à la fin du medley).